# Bienitz

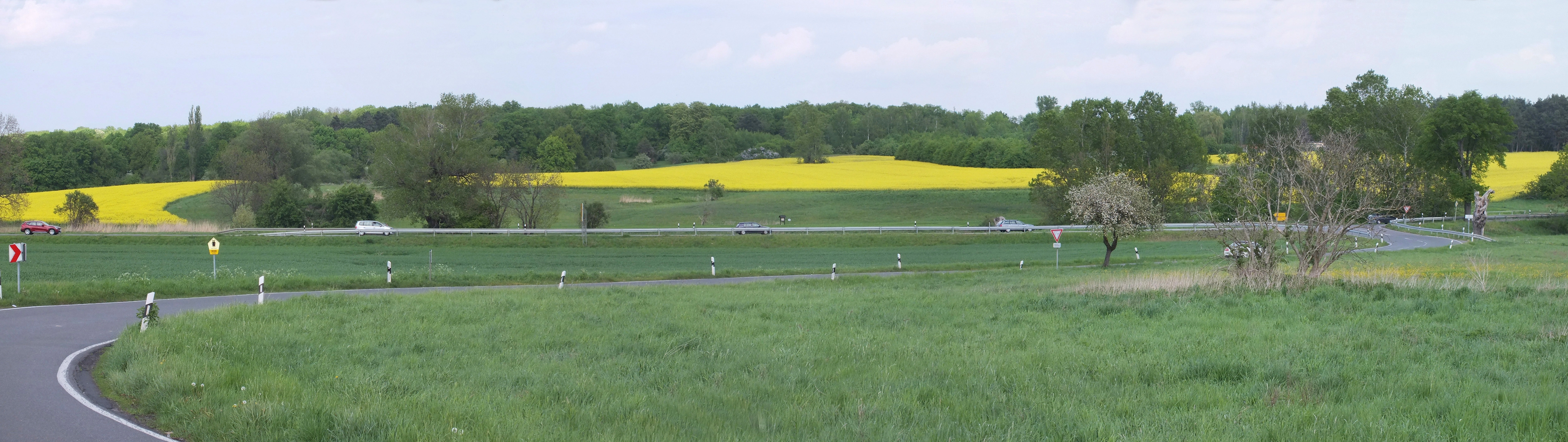
Der Bienitz von Süden

Der Bienitz ist ein flacher bewaldeter Hügel im Nordwesten Leipzigs.

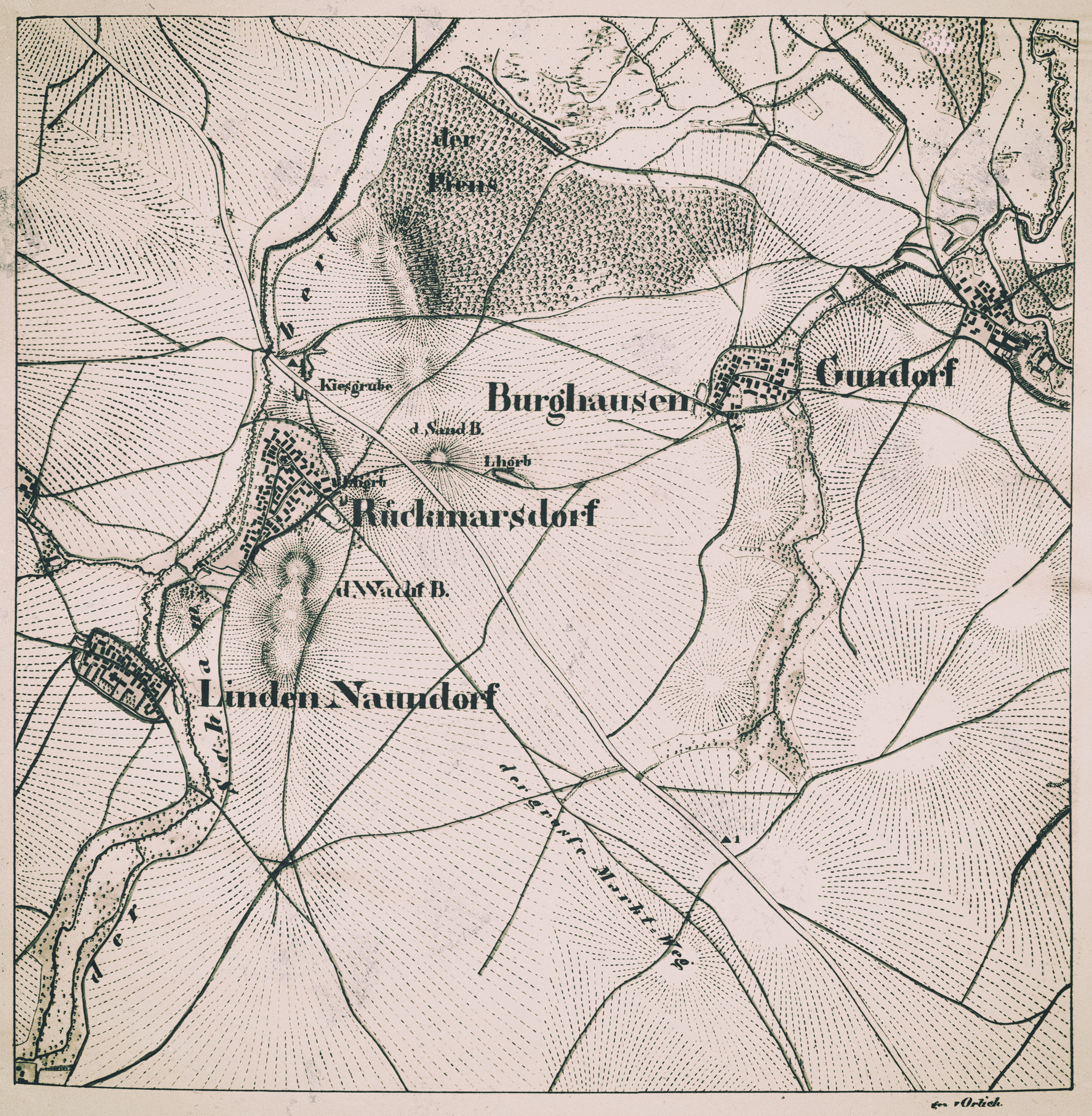
Der Bienitz und umliegende Dörfer, 1828

## Lage und Gestalt
Der Bienitz liegt etwa 8,6 km Luftlinie in westlicher Richtung vom Zentrum Leipzigs entfernt an der westlichen Stadtgrenze. Er gehört zum Leipziger Stadtteil Burghausen. Im Süden führt die Bundesstraße 181 vorbei. Im Westen wird der Bienitz begrenzt durch den Zschampert-Bach und im Norden durch den Elster-Saale-Kanal, über den der Bienitz an seiner Nordostseite noch hinausreicht. Im Osten liegt Burghausen.
Der Bienitz erhebt sich 20 bis 30 Meter über das Umland. Westlich fällt er steil zur Zschampertaue ab, die übrigen Seiten sind flacher. Der Bienitz gehört zur Dehlitz-Rückmarsdorfer Endmoräne, die vor etwa 130.000 bis 140.000 Jahren während der Saale-Eiszeit entstand. Davon zeugen auch die zahlreichen Findlinge aus Gesteinsmaterial skandinavischer Länder.

## Geschichte

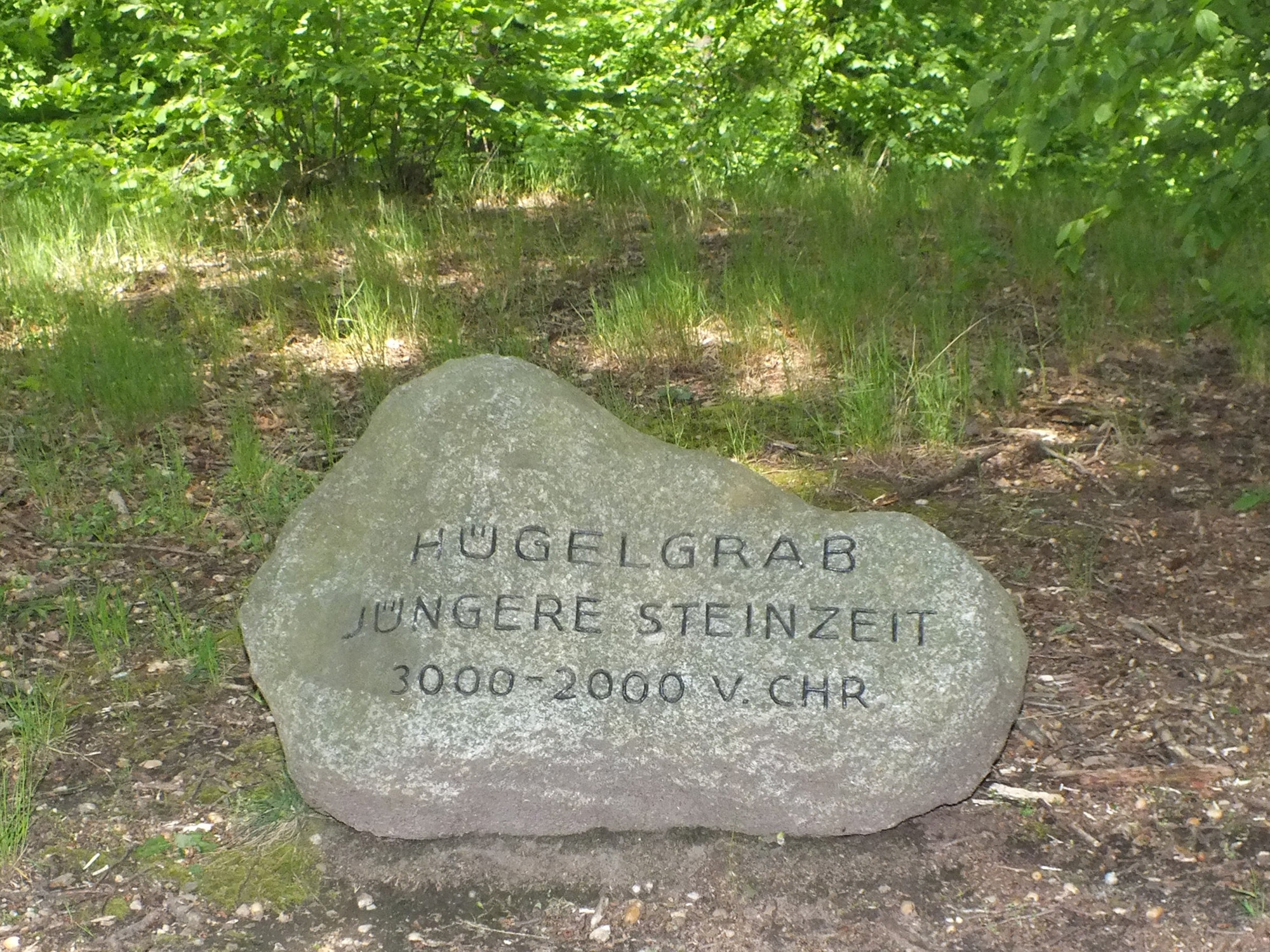
Die Markierung eines Hügelgrabes

Der Bienitz und sein Umland sind seit 5000 Jahren besiedelt. Davon zeugen Funde von Grabbeigaben in Hügelgräbern aus der Zeit der Band- und Schnurkeramiker. Die Lage dieser Hügelgräber ist auf dem Bienitz seit dem 20. Jahrhundert durch beschriftete Findlinge markiert.
Um das Jahr 800 legten Sorben eine Wallanlage an, ab dem 11. Jahrhundert wurde die sorbische Bevölkerung im Zuge der deutschen Ostexpansion und der folgenden bäuerlichen Landnahme in einem langen Prozess von den deutschen Siedlern assimiliert.
Die sorbische Wallanlage wurde noch in späteren Kriegen genutzt, so 1645 im Dreißigjährigen Krieg von den Schweden und im Nordischen Krieg 1706/07 ebenfalls durch die Schweden zur Überwachung der Straße nach Leipzig. Deshalb heißt der nur noch flache Wall Schwedenschanze und ist aber inzwischen in die landwirtschaftliche Nutzung einbezogen.

Der Bienitz 1907 mit Schießplatz
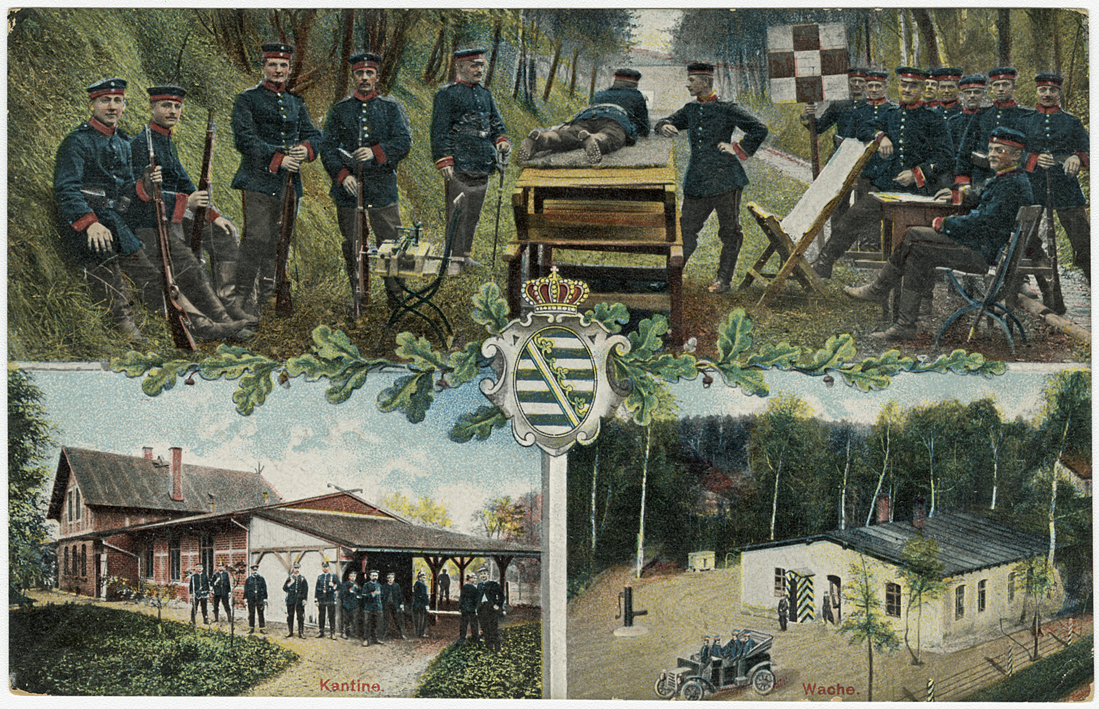
Der Königlich-Sächsische Schießplatz

Im Jahre 1891 kaufte der König von Sachsen einen Teil des Bienitz und ließ Schießstände mit fünf Meter hohen Wällen in einer Länge bis zu rund 300 Metern anlegen. Nach und nach wurde mehr als ein Drittel des Bienitz zum Militärgelände, das im Laufe des 20. Jahrhunderts noch mehrere Male um- und ausgebaut wurde. Von 1935 bis 1939 wurden die Schießstände von der Wehrmacht nochmals ausgebaut und einige auf 600 Meter verlängert. Hier wurden auch von den Leipziger Militärgerichten wegen Wehrkraftzersetzung, Fahnenflucht oder Selbstverstümmelung zum Tode verurteilte Wehrmachtsangehörige erschossen. Ein Gedenkstein erinnert heute daran. Der militärische Teil des Bienitz wurde bis 1990 auch vom Nachrichtenregiment 3 der Nationalen Volksarmee und später vom Fernmeldebataillon 701 der Bundeswehr genutzt. Zwei Bauten der alten Schießstände sind saniert und werden heute durch Burghausener Vereine zivil genutzt.
Außerhalb des Militärgeländes wurde 1903 eine Gaststätte mit Garten, das Kurhaus Bienitz, errichtet. 1945 wurde nach Enteignung des Grundstücks der Gaststättenbetrieb des beliebten Ausflugslokals eingestellt und erst 2007 nach gründlicher Sanierung, nun auch mit Beherbergungsmöglichkeit, wieder aufgenommen.
Am relativ steilen Westhang des Bienitz errichtete 1911 die Leipziger Westend-Baugesellschaft eine gegen Eintrittsgeld zu benutzende etwa 250 Meter lange Rodelbahn und an ihrem oberen Ende eine Gaststätte. 1960 wurde die Rodelbahngaststätte geschlossen. Das bis 1992 noch anderweitig genutzte Gebäude brannte 2000 als Ruine aus und wurde abgerissen.
Der unvollendet gebliebene Elster-Saale-Kanal im Norden des Bienitz wurde von 1933 bis 1942 errichtet.

Ansichten der historischen Rodelbahn am Bienitz
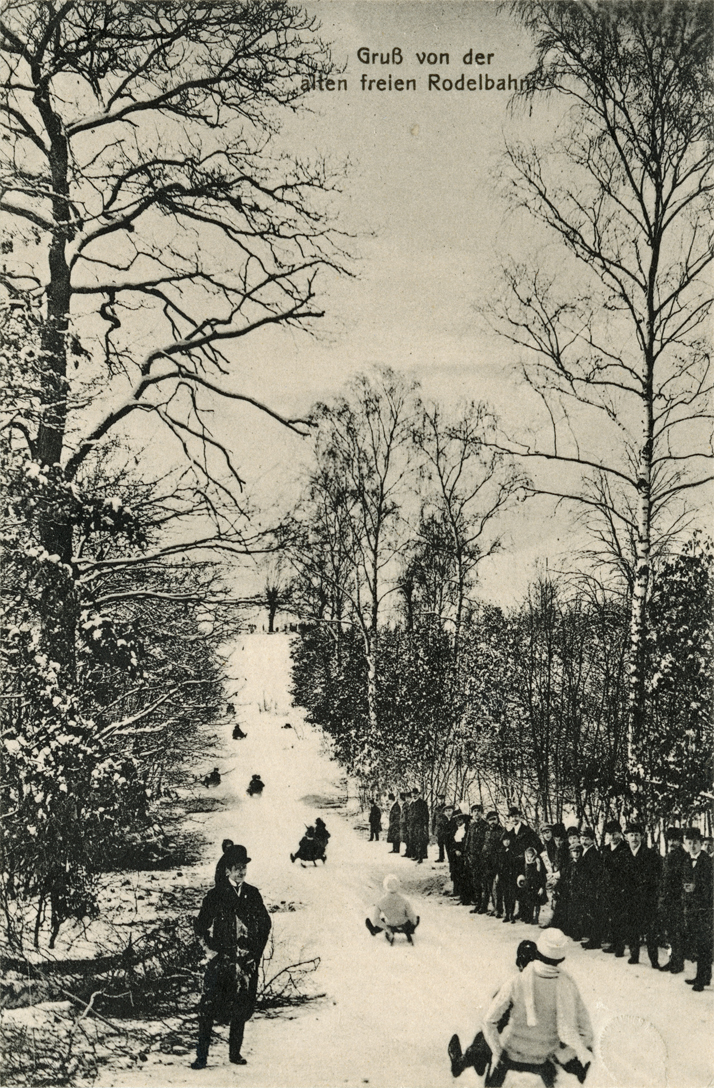
Alte Rodelbahn, vor 1911
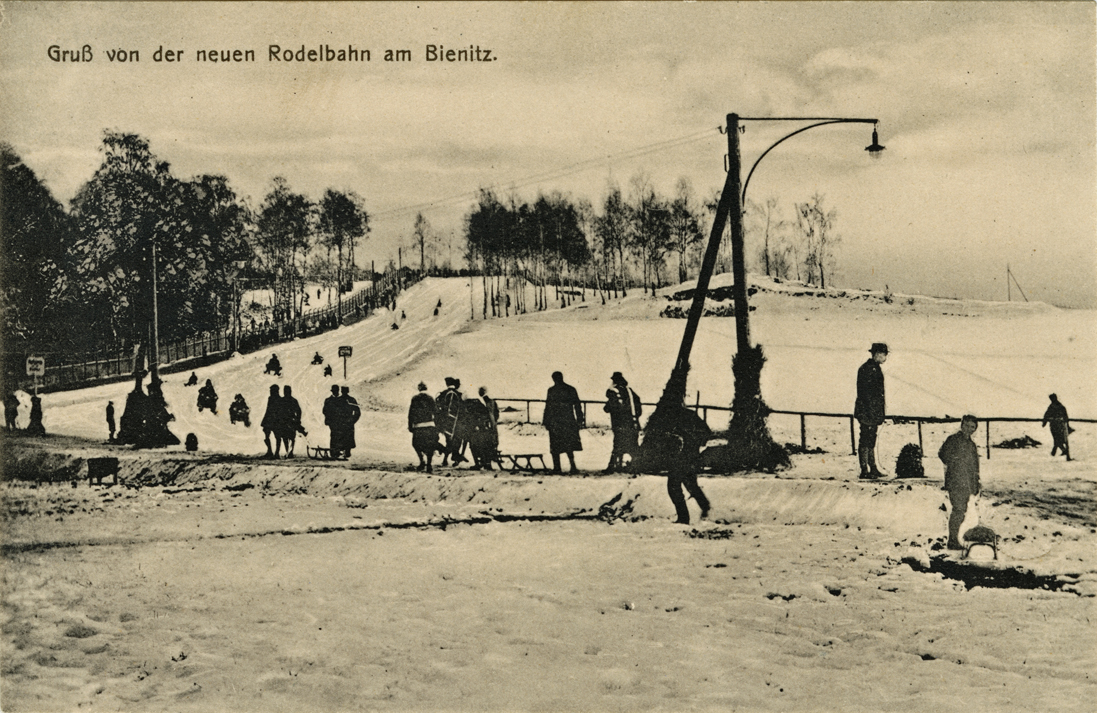
Rodelbahn, 1912
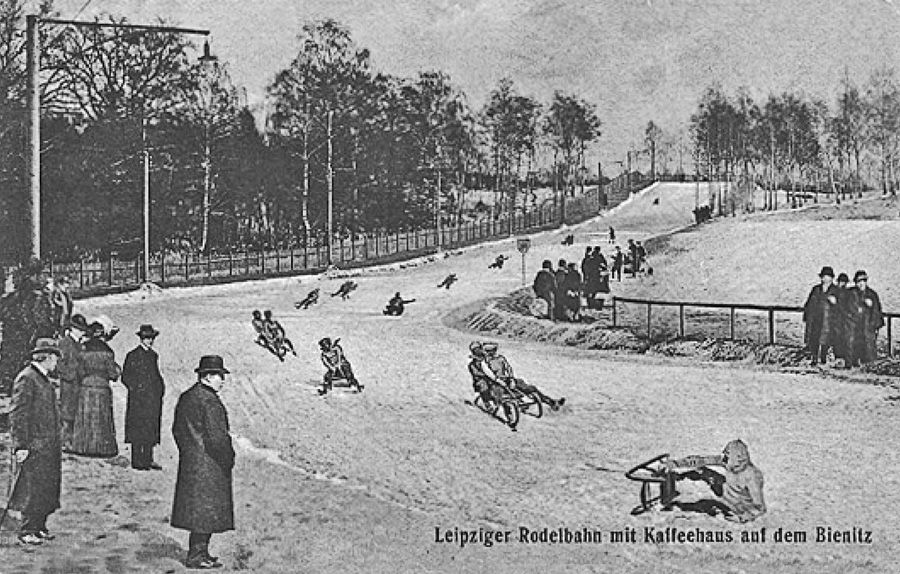
Rodelbahn, um 1925
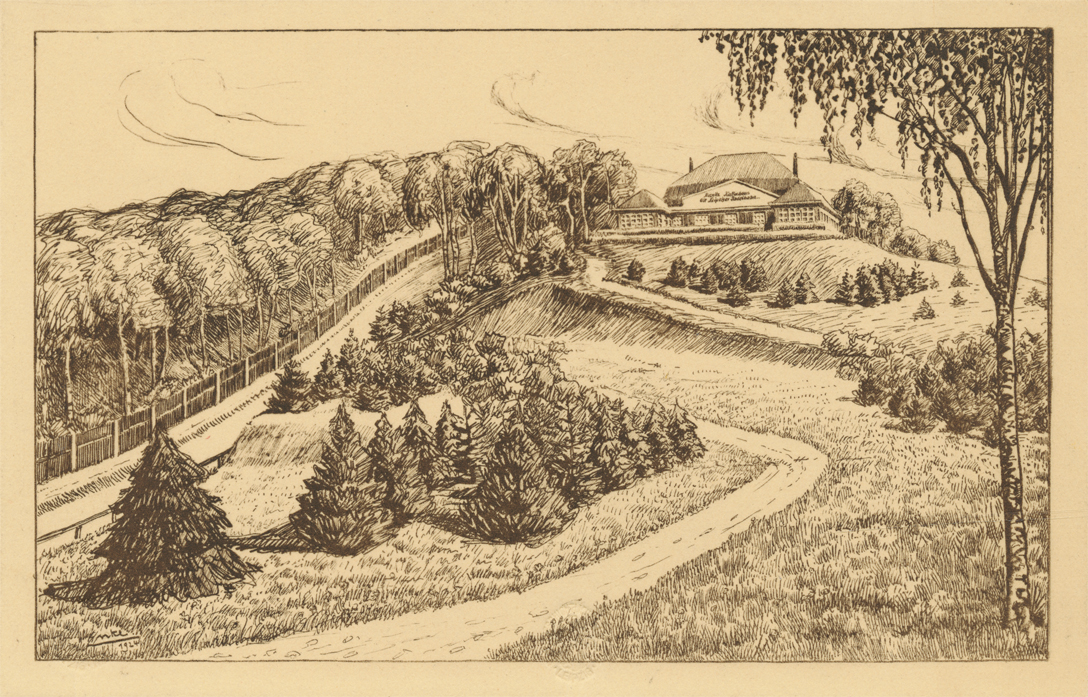
Gesamtansicht mit Rodelbahn und Kaffeehaus, um 1929

## Flora und Fauna

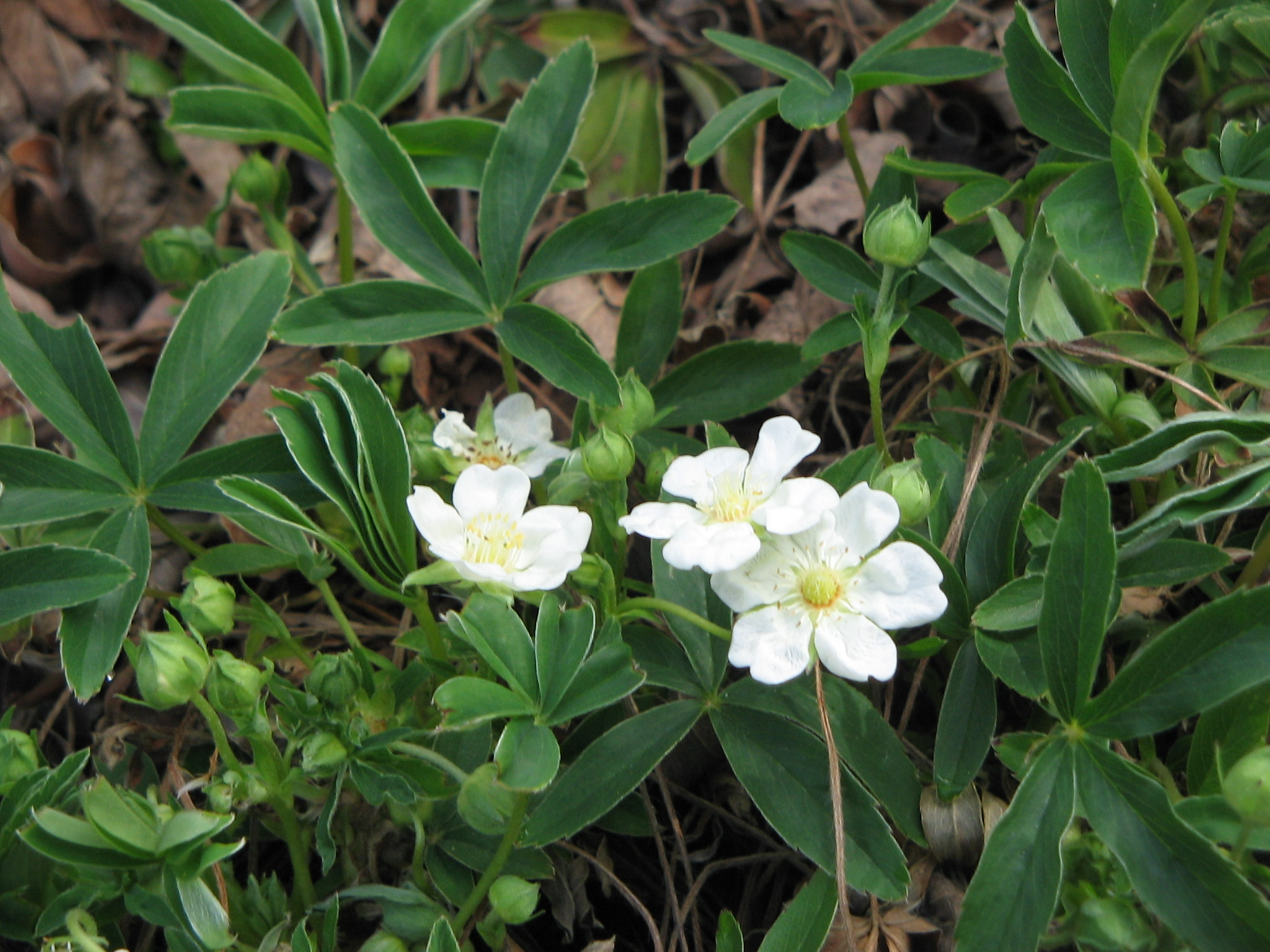
Weißes Fingerkraut

Im Wald des Bienitz sind Trauben- und Stieleichen, Winterlinden, Hainbuchen und Hängebirken vertreten. In der Strauchschicht gedeihen Weißdorn, Mispel, Schlehe und Schwarzer Holunder. Am Westhang des Bienitz, wo die Merseburger Mönche im Mittelalter sogar einmal Weinbau versuchten, finden sich einige lokal oder für ganz Sachsen seltene Pflanzenarten, zum Beispiel die Türkenbundlilie, die Färberscharte, das Berghartheu und der Weiße Schwalbenwurz. Hier hat auch das Weiße Fingerkraut einen von nur zwei sächsischen Standorten. Der Westhang des Bienitz steht als Flächennaturdenkmal unter Naturschutz, außerdem ist das FFH-Gebiet Bienitz und Moormergelgebiet ausgewiesen. Der nördlich gelegene Leipziger Auwald ist ein Landschaftsschutzgebiet, das westlich von Gundorf nur durch ein ca. 200 m breites Feld vom Bienitz getrennt wird.
An Tieren sind vor allem Rehe anzutreffen, sowie Füchse, Kaninchen, vereinzelt auch Hasen, rot- und dunkelbraune Eichhörnchen, Dachse und Marder. Zu hören oder zu sehen sind Fasan, Rebhuhn, verschiedene Spechte, Pirol, Eichelhäher und Kuckuck. Auch Waldkauz, Bussard, Roter Milan, Turm- und Baumfalke und einige Arten von Singvögeln sind hier einheimisch. Am Kanal leben eine Reihe von Entenarten sowie Blesshühner, ferner Kröten, Frösche, Ringelnattern, Blindschleichen und Eidechsen.

## Bilder vom heutigen Bienitz

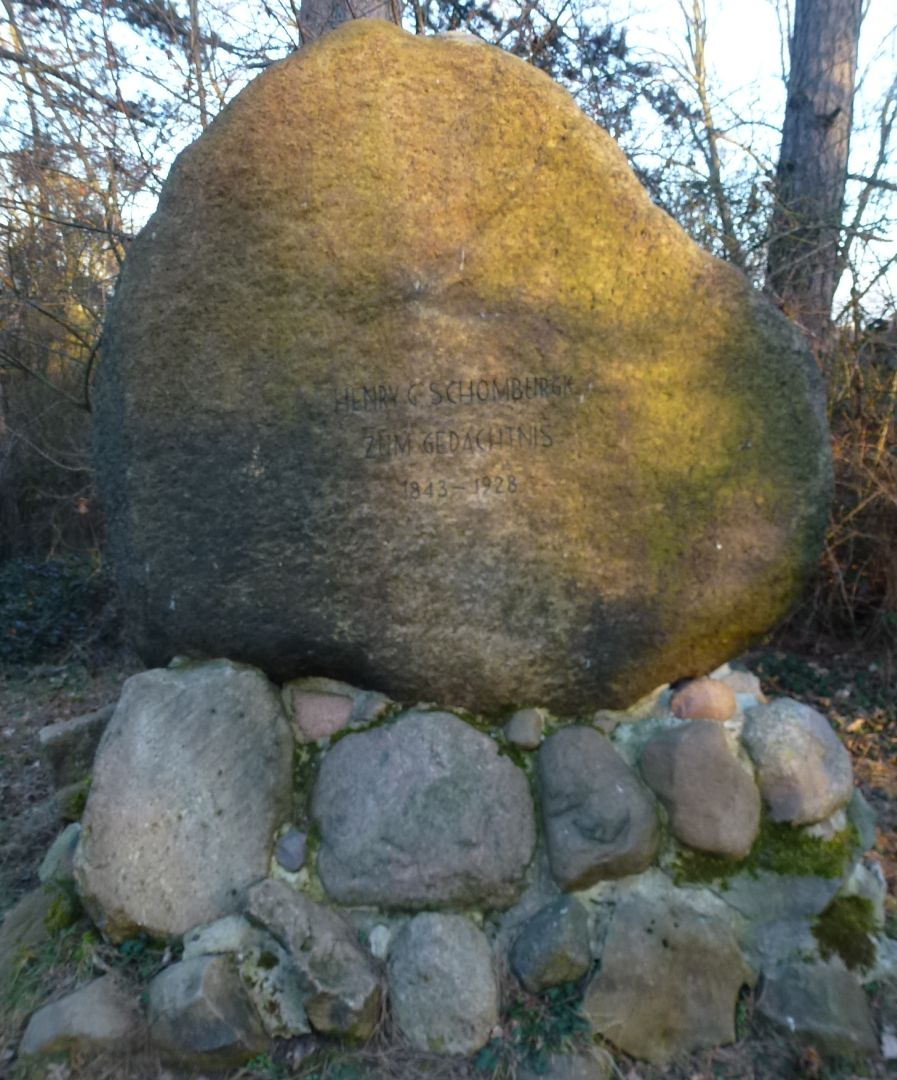
Findling, Heinrich Georg Schomburgk gewidmet
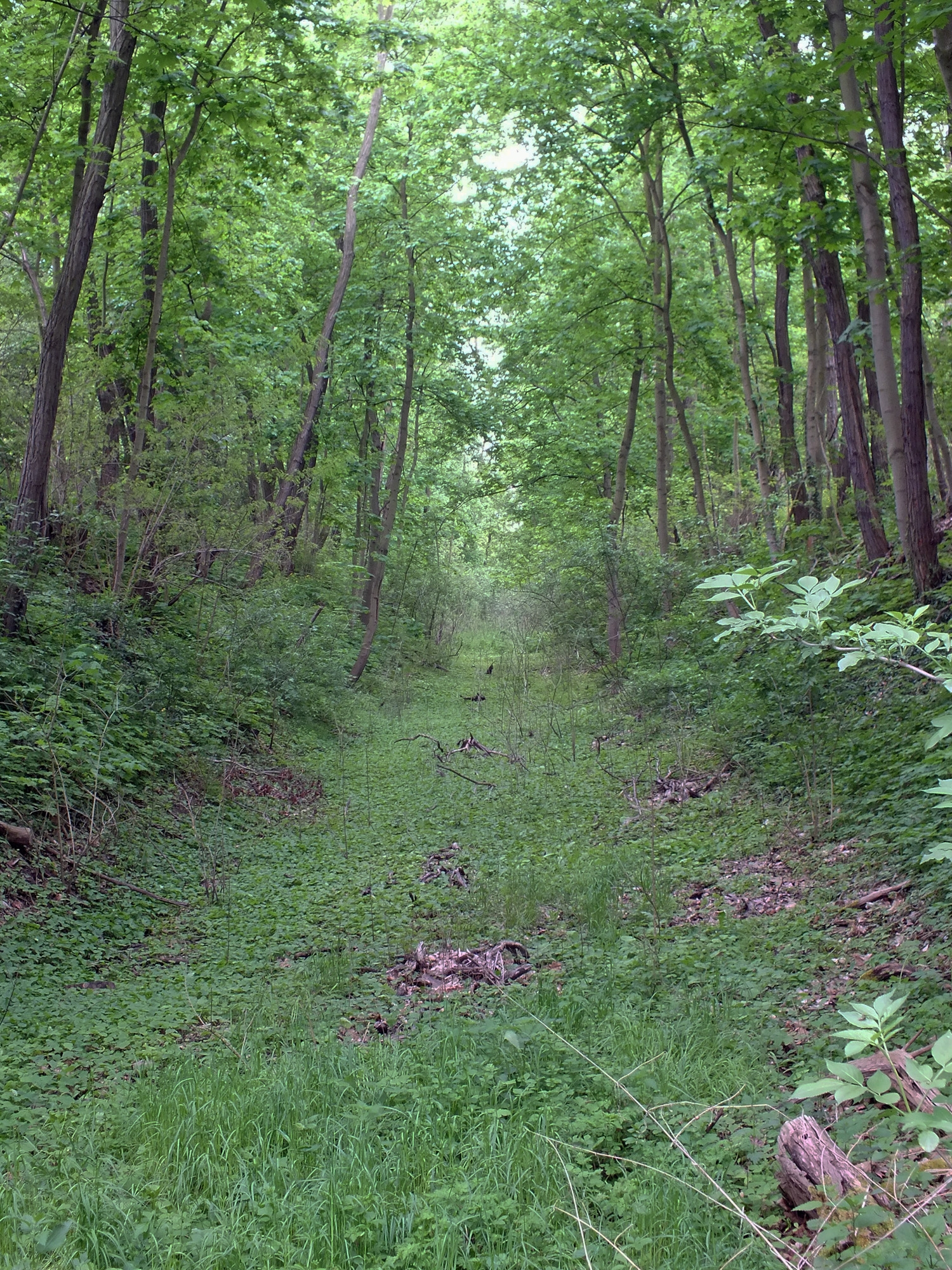
Eine alte Schießbahn
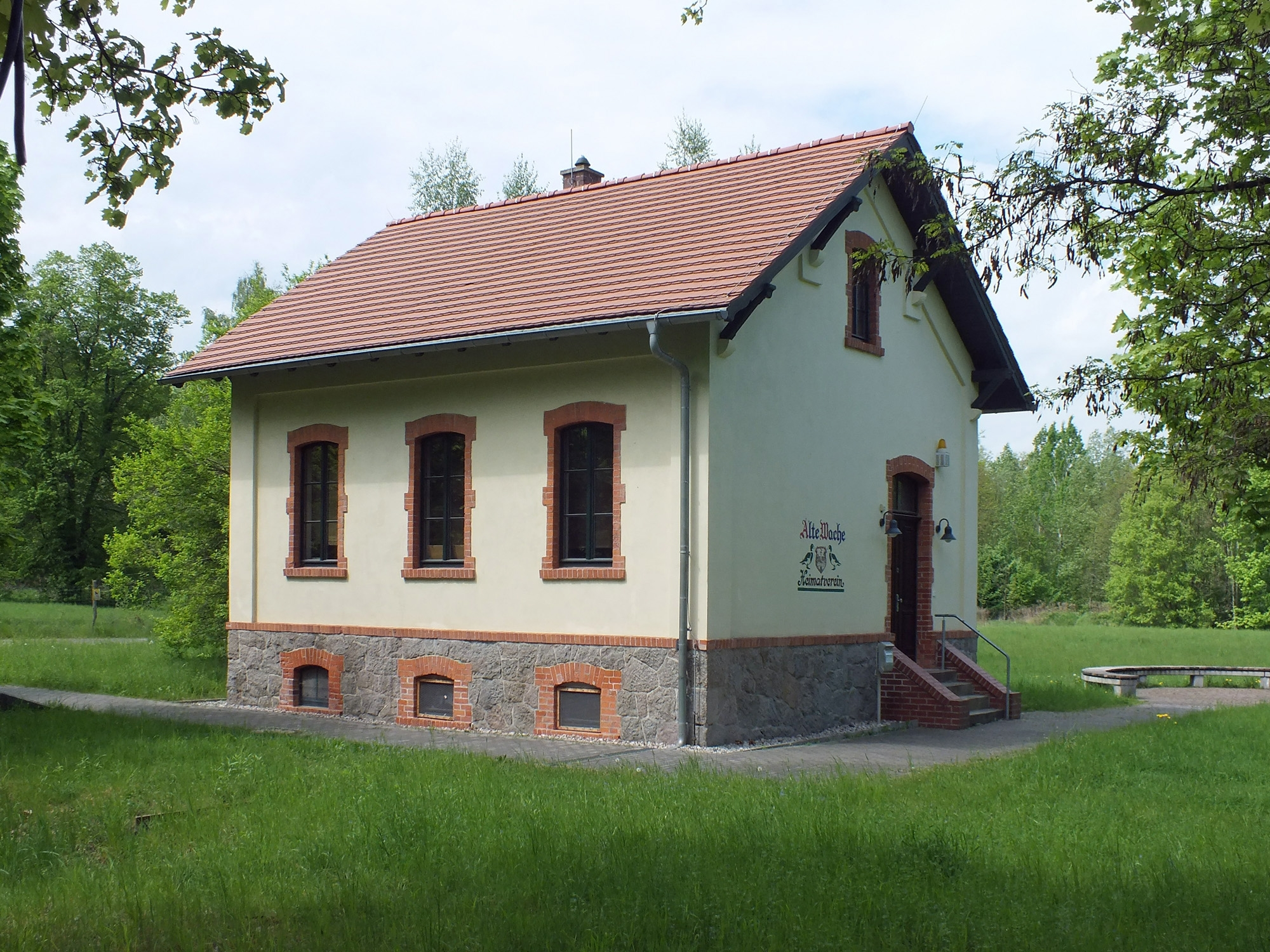
Alte Wache, jetzt Heimatverein
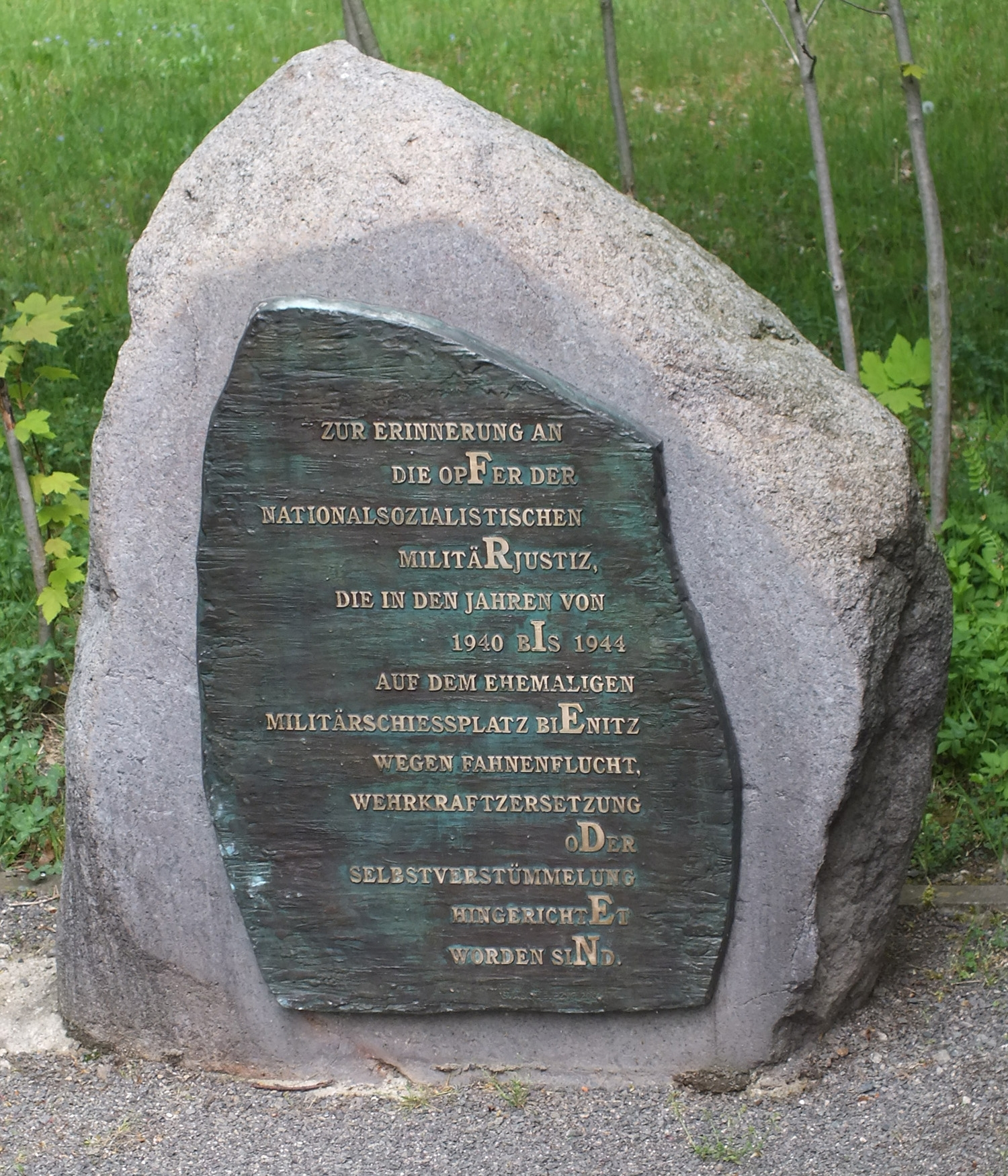
Gedenkstein für die Hinrichtungsopfer
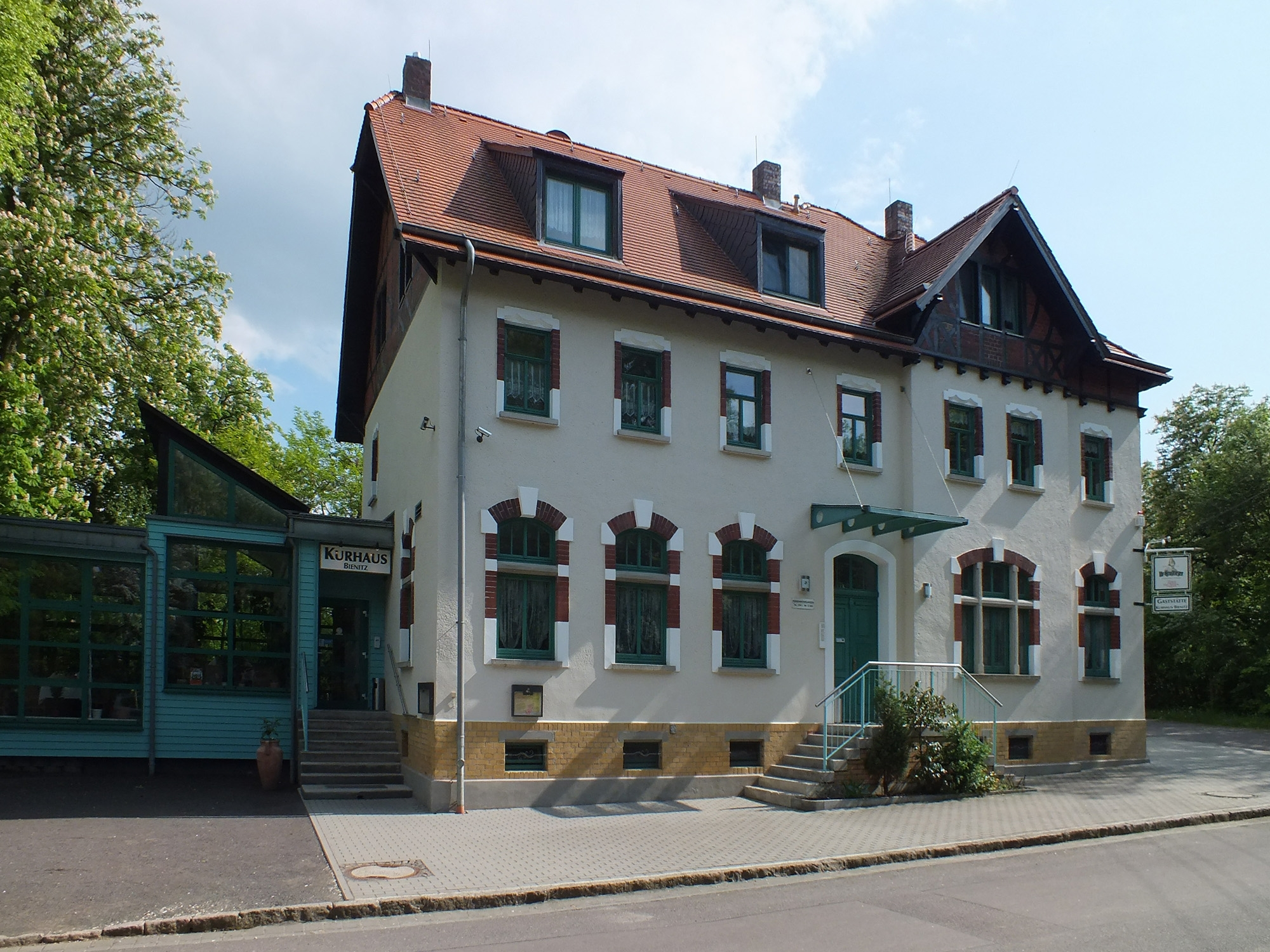
Gaststätte und Pension „Kurhaus Bienitz“
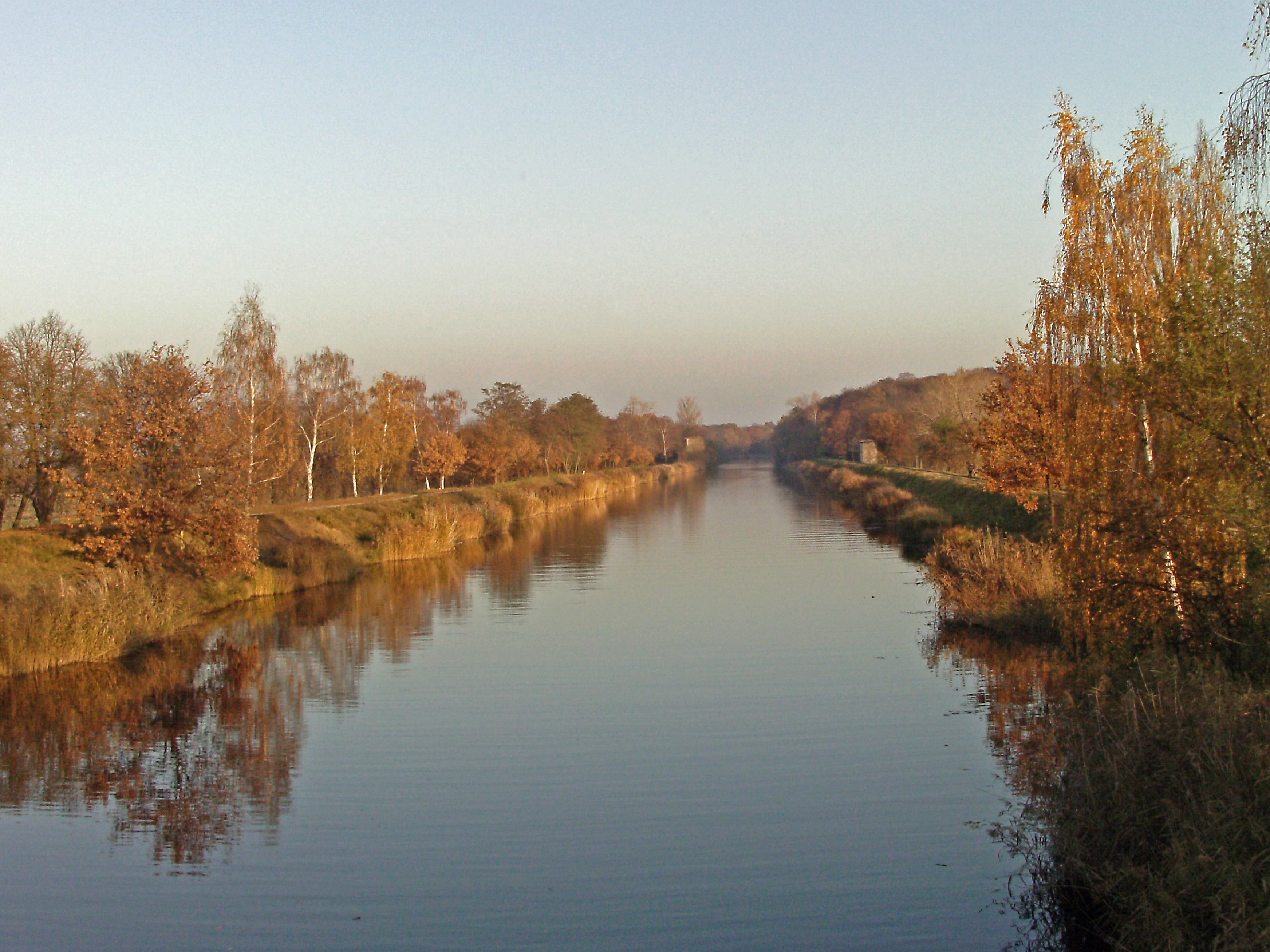
Der Elster-Saale-Kanal am Bienitz (rechts hinten)